# José Degrossi
Julio José Degrossi (... – 23 settembre 1967) è stato un dirigente sportivo argentino, presidente del Club Atlético River Plate dal 1936 al 1938 e dal 1940 al 1942.

## Biografia
Laureato in medicina, arrivò alla presidenza del club per la prima volta nel 1936, succedendo a Antonio Liberti. In quello stesso anno il River divenne campione d'Argentina per la seconda volta nella sua storia, ottenendo il titolo anche l'anno seguente; entrambi i trofei furono ottenuti dal tecnico ungherese Imre Hirschl. Il 25 maggio 1938, mentre Degrossi era presidente, fu inaugurato simbolicamente lo Stadio Monumental a Núñez. Sostituito da Liberti nel 1938, tornò nel 1940, e nel 1941 e nel 1942 il River vinse due ulteriori campionati.